# Museo de Arte Moderno de Céret

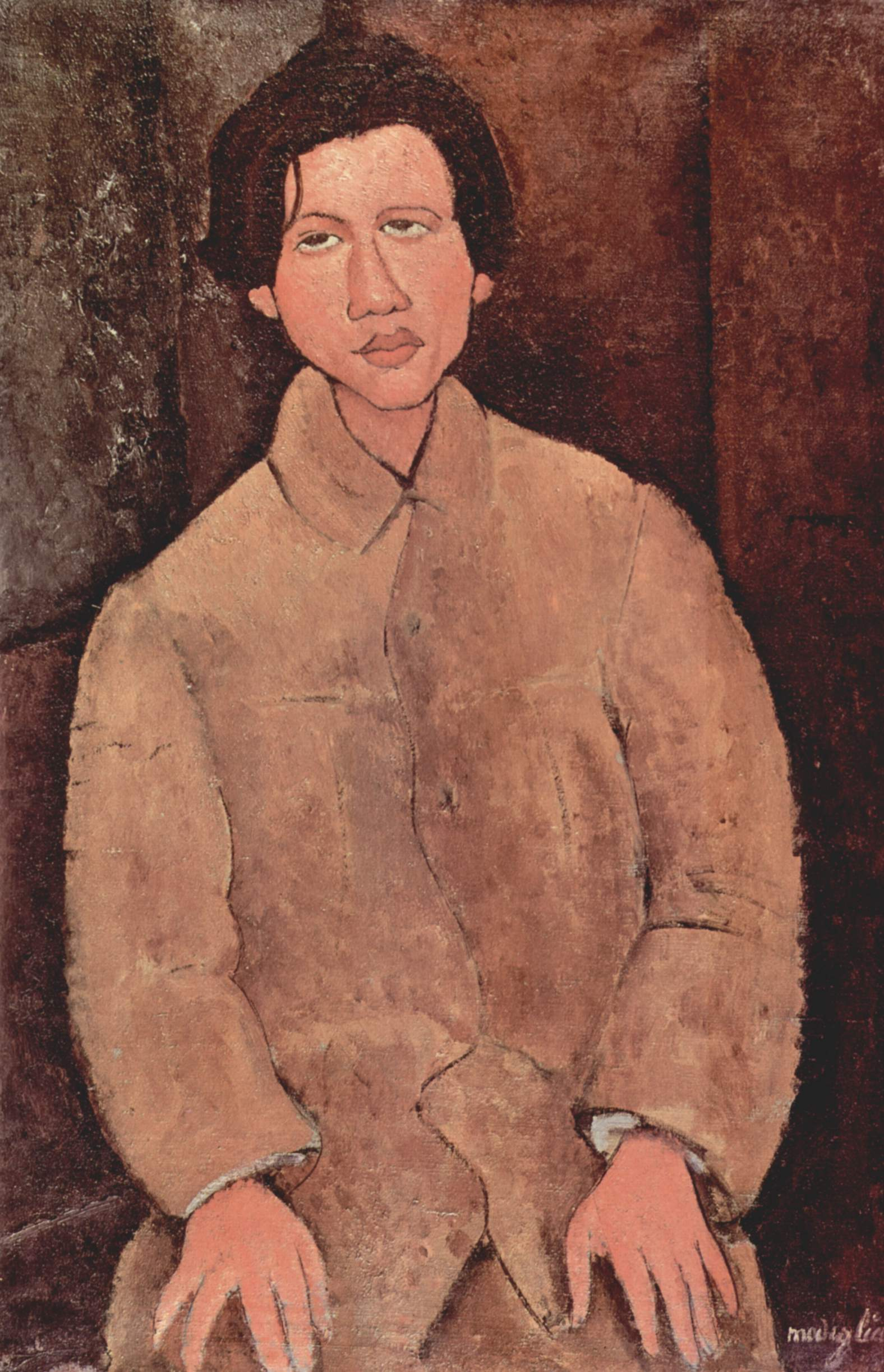
Retrato de Chaïm Soutine por Amedeo Modigliani.

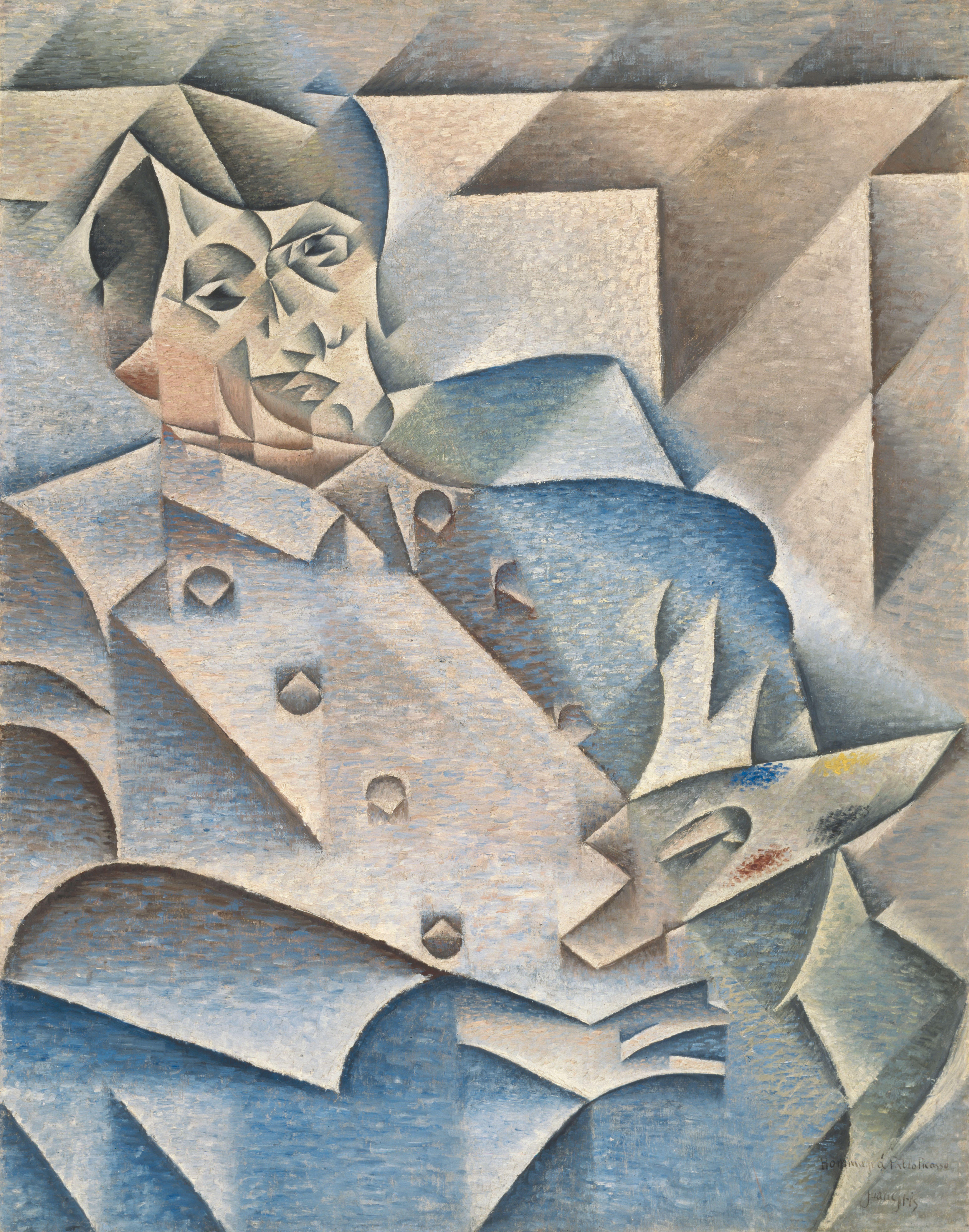
Retrato de Picasso por Juan Gris.

El Museo de Arte Moderno de Céret (musée d'art moderne de Céret) es un museo de arte moderno, situado en la localidad francesa de Céret, en el departamento de los Pirineos Orientales. 
Creado con la colaboración de Pablo Picasso y de Henri Matisse, abrió sus puertas en 1950.
En su colección hay obras de Georges Braque, Joan Brossa, Tom Carr, Marc Chagall, Salvador Dalí, Pablo Gargallo, Juan Gris, Auguste Herbin, Max Jacob, Pinchus Krémègne, Aristide Maillol, Manolo Hugué, Albert Marquet, Henri Matisse, Joan Miró, Chaïm Soutine, Pablo Picasso y Antoni Tàpies, entre otros muchos.
La fachada del museo fue realizada por Antoni Tàpies.